# Władimir Zagorowski
Władimir Pawłowicz Zagorowski, ros. Владимир Павлович Загоровский (ur. 29 czerwca 1925, zm. 6 listopada 1994) – szachista rosyjski.
W grze praktycznej kilkakrotnie uczestniczył w finale mistrzostw Moskwy. W 1952 zdobył mistrzostwo stolicy. W 1951 zdobył mistrzostwo sił zbrojnych ZSRR. Zdobył tytuł mistrza międzynarodowego w szachach korespondencyjnych w roku 1964, a tytuł arcymistrza korespondencyjnego w roku 1966.
W latach 1965–1967 był mistrzem świata w szachach korespondencyjnych.